# Moralunternehmer
Moralunternehmer oder Moralische Unternehmer (moral entrepreneur) ist eine kriminologische Bezeichnung für Menschen, die mit den bestehenden sozialen Normen nicht zufrieden sind und sie ändern wollen. Haben Moralunternehmer Erfolg, werden entsprechende Verhaltensregeln durch Gesetz für allgemein verbindlich erklärt. Wer sich nicht diesen Regeln gemäß verhält, wird zum Außenseiter mit abweichendem Verhalten, das dann (sofern die neu kodifizierte Norm eine Strafrechtsnorm ist) auch strafbedroht ist. Insofern produzieren Moralunternehmer nicht nur Regeln, sondern indirekt auch Abweichung und Kriminalität.

## Begriffsgeschichte und -bedeutung
Joseph R. Gusfield gebrauchte 1963 erstmals die Bezeichnung „humanitarian crusaders“ („Humanitäre Kreuzritter“) für die Aktivisten der US-amerikanischen Abstinenzbewegung. Im selben Jahr prägte Howard S. Becker in seinem Buch Outsiders. Studies in the Sociology of Deviance den Begriff „moral entrepreneur“, der in der deutschsprachigen Kriminalsoziologie überwiegend als „Moralunternehmer“ und seltener als „Moralische Unternehmer“ übersetzt wird. Zu diesen Unternehmern zählt Becker Regelsetzer und Regeldurchsetzer, die zueinander in Beziehung stehen. Sebastian Scheerer ergänzte die deutschsprachige Diskussion um den Begriff Atypische Moralunternehmer.
Der Begriff Moralunternehmer wird ganz überwiegend im Zusammenhang der Kritischen Kriminologie gebraucht, die in der Tradition des Etikettierungsansatzes (labeling approach) von Fritz Sack und anderen steht. Auch von Vertretern der Sozialwissenschaftlichen Suchtforschung wird er im Zusammenhang von Drogenpaniken verwendet, anderseits aber auch auf sich selbst angewandt, wo für die Aufhebung der Prohibition argumentiert wird oder im Zusammenhang der Durchsetzung akzeptierender Drogenarbeit.

### Regelsetzer
Prototyp des Regelsetzers ist laut Becker der Kreuzzüge unternehmende Reformer, der die Bevölkerung beispielsweise vor den gesundheitlichen und sozialen Schäden des Drogenkonsums bewahren will. Wenn solche Moralunternehmer als Anführer von sozialen Bewegungen oder als Lobbyisten Erfolg hatten und Gesetzesänderungen vorgesehen sind, überlassen sie die Detailarbeit Experten als professionellen Regelsetzern, wie Juristen und Psychiatern. Solche Kreuzzüge können durchschlagenden Erfolg haben, wie etwa die Prohibitions-Bewegung in den USA. Häufig jedoch scheitern sie, wie die Bestrebungen, den Tabakkonsum zu verbieten oder die Bewegung gegen Tierversuche. Becker zieht das Fazit:
„So sind nur wenige Kreuzritter mit ihrer Mission erfolgreich und begründen mit dem Aufstellen einer neuen Regel eine neue Gruppe von Außenseitern. Einige der erfolgreichen Kreuzritter kommen zu dem Schluss, dass sie eine Neigung für Kreuzzüge haben und suchen sich neue Probleme. Andere Kreuzritter scheitern mit ihrem Versuch und unterstützen entweder die von ihnen ins Leben gerufene Organisation, indem sie ihre eigentliche Mission aufgeben und sich auf die Erhaltung der Organisation selbst konzentrieren, oder sie werden selbst zu Außenseitern, die fortfahren, eine Doktrin zu verfechten und zu predigen, die im Laufe der Zeit immer seltsamer klingt.“

### Regeldurchsetzer
Nach einem erfolgreichen moralischen Kreuzzug und der Aufstellung neuer Regeln werden häufig auch neue Behörden und Beamte mit der Durchsetzung dieser Regeln betraut. Damit wird der Kreuzzug institutionalisiert, wodurch nicht nur eine neue Gruppe von Außenseitern, sondern auch eine von Regeldurchsetzern erzeugt wird. Becker zieht den Schluss:
„Was mit dem Bestreben begonnen hatte, die Welt von der moralischen Notwendigkeit einer Regel zu überzeugen, wird zur Organisation, die sich der Durchsetzung dieser Regel widmet. Genauso wie sich radikale politische Bewegungen in organisierte politische Parteien verwandeln und eifrige religiöse Sekten zu abgeklärten religiösen Bekenntnisgruppen werden, so ist das Endergebnis eines moralischen Kreuzzuges eine Polizeistreitmacht.“
Professionelle Regeldurchsetzer, wie Polizeibeamte, stehen laut Becker vor einer doppelten Schwierigkeit. Sie müssen einerseits die Sinnhaftigkeit ihres Tuns damit begründen, dass Regelverstöße vorkommen. Andererseits dürfen nicht zu viele Regelverstöße vorkommen, damit bewiesen ist, dass die Regeldurchsetzung funktioniert. Gelingt es nicht, dieses doppelte Problem zu lösen, treten wieder die ursprünglichen Regelsetzer auf den Plan und erklären, „das Ergebnis des letzten Kreuzzuges sei nicht befriedigend gewesen oder das einmal Gewonnene sei zerronnen und verloren.“

### Atypische Moralunternehmer
Als atypische Moralunternehmer werden von Sebastian Scheerer Mitglieder von sozialen Bewegungen bezeichnet, die ihre Wurzeln in der antiautoritären 68er-Bewegung hatten und sich als anti-institutionell und basisdemokratisch verstanden. Diese Gruppen, die ursprünglich staatlicher Regelsetzung und konservativen Moral-Kreuzzügen sehr kritisch gegenüberstanden, forderten nun schärfere Umweltgesetze, Strafgesetzänderungen gegen Vergewaltigung in der Ehe und gegen die Kriminalität der Mächtigen. Frank Neubacher bezeichnet die Klassifizierung „atypische Moralunternehmer“ als Abqualifizierung von ehemals gesellschaftspolitisch Verbündeten der Kritischen Kriminologie, hinter der die Enttäuschung stehe, dass Gruppen, die grundsätzlich einer strafrechtsskeptischen Position verpflichtet waren, nun partiell auf Kriminalisierung setzten.